# The Life I Lead
«The Life I Lead» es una canción de la película de Walt Disney de 1964 Mary Poppins, compuesta por Richard M. Sherman y Robert B. Sherman. Irwin Kostal usó el tema de esta canción como leitmotif del protagonista George Banks, ya que expresa mayormente la manera en la que él "marcha" a través de la vida.  
La canción es cantada primero por George Banks (interpretado por David Tomlinson) marchando por la puerta principal de su casa, en "[su] regreso de la contienda diaria al hogar y a la esposa". La canción es repetida varias veces en la película, con Julie Andrews cantando también un verso. La repetición final es cantada cuando Banks cree que lo ha perdido todo. La música es más sombría y es retitulada, "A Man Has Dreams". Esta canción es considerada una patter song, ya que es mitad hablada y mitad cantada en el ritmo, similar a la canción de Rex Harrison en My Fair Lady, o a alguna de las canciones de Noël Coward.
- Partes de la canción dicen:

At 6:01, I march through my door,

My slippers, sherry and pipe are due at 6:02,

Consistent is the life I lead...
A las 6:01, marcho por mi puerta.

Mis pantuflas, jerez y pipa llegarán a las 6:02,

Consistente es la vida que llevo...
George Banks

El letrista Robert B. Sherman hizo un comentario acerca de su propia vida. Teniendo una posición segura en la Walt Disney Company, también compró una propiedad en Beverly Hills, California. La casa está localizada en 601 North Oakhurst Drive. En la letra, 6:01 es una referencia al tiempo. En la vida personal del escritor, es la dirección de su casa. Aunque él se mudó en 1969, años más tarde el propietario colocó una placa donde se lee: "Casa Poppins".
- Una adaptación de la canción llamada "Precision and Order" es evidente en el musical.
- Esta canción es en la única donde se menciona en qué año se ambienta la película; "Es grandioso ser un inglés en 1910 / El rey Eduardo está en el trono; ¡es la edad de los hombres!"